# Зелёный Гай (Малинский район)
Зелёный Гай (укр. Зелений Гай) — село на Украине, основано в 1615 году, находится в Малинском районе Житомирской области.
Код КОАТУУ — 1823485803. Население по переписи 2001 года составляет 19 человек. Почтовый индекс — 11610. Телефонный код — 4133. Занимает площадь 0,16 км².

## Адрес местного совета
11600, Житомирская область, Малинский р-н, с. Недашки